# Резиновая крошка

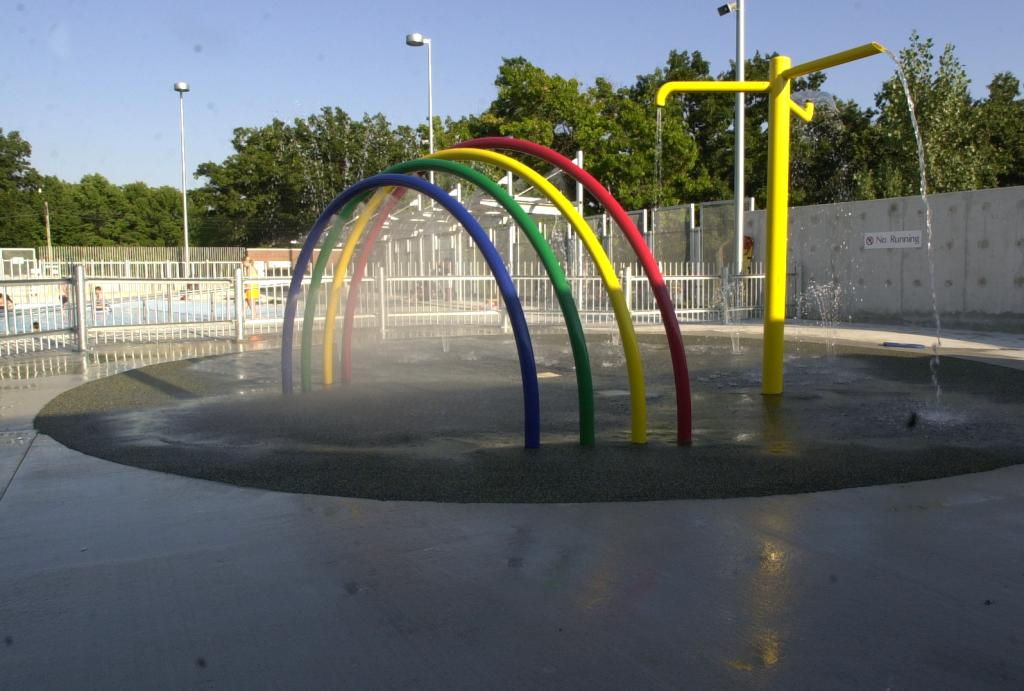
Покрытие из резиновой крошки в Хай-парке в Торонто.

Резиновая крошка — резина из отходов автомобильных шин. В процессе переработки сталь и шинный корд (пух) удаляются, оставляя шинную резину гранулированной консистенции. Непрерывная обработка гранулятором или крекерной мельницей, возможно, с помощью криогенных или механических средств, еще больше уменьшает размер частиц . Частицы измеряются и классифицируются на основе различных критериев, включая цвет (только черный или черно-белый). Размер гранулята определяется путем прохождения через сито. Резиновая крошка часто используется в искусственной траве в качестве нижнего слоя.
Первая Искусственная трава была уложена на бетон в 1964 году. Спортсменам не нравилось играть на этих полях из-за риска получения травм из-за твердого покрытия. В начале 2000-х годов была разработана новая система искусственного газона на основе «резиновой крошки». Черная крошка представляет собой небольшие кусочки бутадиен-стирольного каучука, полученные в результате измельчения старых автомобильных шин. Крошки шин насыпают между искусственными травинками, придавая полям большую амортизацию и поддержку. Это уменьшило количество серьезных травм.
Прорезиненный асфальт является крупнейшим рынком сбыта резиновой крошки в Соединенных Штатах.
Дробление шин возможно только из чистых, свежих, сухих материалов, после операций по подготовке шин к восстановлению.

## Классификация[3]
№ 1 — Гранулы шин должны состоять из гранулированной крошки шин, отсортированной по размеру только черного цвета, гарантированно не содержащей металлов. Материалы с магнитным полем неприемлемы. Убран пух с корда шины.
№ 2 — Гранулы шин должны состоять из гранулированных шинных крошек, черного и белого цвета, не содержащих металлов, проходящих через сито 40. Материалы с магнитным полем неприемлемы. Убран пух с корда шины.
№ 3 — Гранулы шин должны состоять из гранулированной крошки шин, только черного цвета с магнитной сепарацией, отсортированной по размеру. Убран пух с корда шины.
№ 4 — Гранулы шин должны состоять из гранулированных шинных крошек, с магнитной сепарацией черного и белого цветов, отсортированных по размеру. Убран пух с корда шины.
№ 5 — Крошка должна быть негранулирована, калиброванной, неразделенной, не отделенной магнитным полем, ворс или пух из шинного корда не удален.

## Области применения
- Спортивные покрытия и поля (резиновая мульча)
- Агриматы
- Автозапчасти и шины
- Строительство
- Ландшафт, тропы и пешеходные дорожки
- Формованные и экструдированные изделия
- Детская площадка и другие безопасные поверхности
- Модифицированный каучуком асфальт и герметики
- Резиновые и пластиковые смеси[4]

## Преимущества
При работе с асфальтовым верхним слоем могут возникать отражающие трещины, что приводит к нежелательному рисунку трещин под покрытием. В модифицированном каучуком асфальте используются мембраны, поглощающие напряжение, которые уменьшают отражающее растрескивание благодаря своим эластичным свойствам. Чем меньше трещин, тем меньше ремонтов, поэтому резиновая крошка помогает снизить затраты на техническое обслуживание. Покрытие имеет увеличенный срок службы, потому что после многократного использования и воздействия различных элементов обычный асфальт со временем теряет эластичность. Использование искусственного каучука препятствует образованию трещин и оказывает омолаживающее действие, сохраняя асфальт в лучшем состоянии.

## Риски для здоровья
Департамент общественного здравоохранения штата Коннектикут провел обширное исследование и опубликовал три рецензируемых исследования безопасности резиновой крошки и определил, что «нет научного подтверждения фактам повышенного риска рака при вдыхании или проглатывании химических веществ, полученных из переработанных материалов». шины, используемые на полях с искусственным покрытием". В 2015 году Департамент здравоохранения штата Массачусетс также изучил резиновую крошку и пришел к аналогичному выводу.
Агентство по охране окружающей среды США собиралось завершить экспертное исследование всех исследований в США в середине-конце 2018 года, используя экспертные и общедоступные данные, чтобы заполнить информационные пробелы между направлениями исследований и реальными анекдотичными проблемами, опытом с включены медицинские научные перспективы. В ЕС Европейское химическое агентство (ECHA) также подготовило отчет под названием ПРИЛОЖЕНИЕ XV, в котором особое внимание уделяется химическому составу резиновой крошки и проблемам. В целом он также пришел к выводу, что риски были чрезвычайно низкими по сравнению с пользой для здоровья и физических упражнений. Однако совсем недавно, в 2017 году, а затем снова в 2018 году, началось дальнейшее тщательное изучение других химических веществ, которые ранее не были зарегистрированы в этом варианте отчета ПРИЛОЖЕНИЯ о резиновой крошке. Вещества, вызывающие очень большую озабоченность (SVHCs), — это канцерогенные химические вещества, химические вещества, разрушающие эндокринную систему, и химические вещества, опасные для водных организмов, которые определены как требующие ограничения в рамках программы ECHA REACH2018. Такие химические вещества, как хризен, бензо(а)пирен, бензо(е)пирен, бензол и другие, в настоящее время включены в Список кандидатов на запрещенные химические вещества, готовый к включению в следующую версию отчета ПРИЛОЖЕНИЕ XIV.

### Легкая атлетика
Поля с искусственным покрытием встречаются в крупных средних школах и спортивных сооружениях. Резиновая крошка используется в качестве наполнителя в системах искусственного газона, чтобы сделать поверхность безопасной. Совет по синтетическому газону сообщает, что около 13 000 полей используют резиновую крошку, и ежегодно устанавливается около 1500 новых установок.
Исследования, проведенных учеными вызывали сомнения в отношении синтетического газона. Многие из этих исследований пришли к выводу, что риска для здоровья не существует. Противоречащие друг другу исследования показали, что исходный материал (автомобильные шины) содержит высокие уровни полициклических ароматических углеводородов и металлов, таких как цинк, которые оказывают кожное, острое и долгосрочное воздействие на здоровье. Агентство по охране окружающей среды (по состоянию на осень 2015 г.) изучает влияние на здоровье воздействия резиновой крошки, и первоначальные результаты этого исследования ожидались в начале 2016 г.
Департамент общественного здравоохранения штата Коннектикут пришел к выводу: «На основании этих выводов использование полей с искусственным покрытием на открытом воздухе и в помещении не связано с повышенным риском для здоровья. Тем не менее, операторам зданий было бы целесообразно обеспечить достаточную вентиляцию, чтобы предотвратить накопление летучих органических соединений (ЛОС) и полулетучих органических соединений (СВОС) на крытых площадках. В текущем исследовании не проводилась оценка новых месторождений в условиях жаркой погоды, поэтому возможность серьезных рисков в этих условиях является еще одной неопределенностью. Текущие результаты в целом согласуются с выводами исследований, проведенных Нью-Йорком, штатом Нью-Йорк, Агентством по охране окружающей среды США и Норвегией, которые тестировали различные виды полей и в различных погодных условиях. Таким образом, представляется, что текущие результаты достаточно репрезентативны для условий, с которыми можно столкнуться на полях с резиновой крошкой в помещении и на открытом воздухе, хотя этот предварительный вывод может быть полезен при тестировании дополнительных полей. .»
Исследование Брайана Т. Павилониса и соавт. обнаружили, что «для продуктов и полей, которые мы тестировали, воздействие наполнителя и искусственного газона, как правило, считалось de minimus[sic] так в, за исключением, возможно, свинца для некоторых полей и материалов».
Главный медицинский директор ФИФА проф. Йиржи Дворжак говорит: «Большинство исследований было посвящено частицам с большей площадью поверхности, и они пришли к выводу, что в настоящее время они приемлемы. Следовательно, более крупные гранулы, используемые в искусственном газоне, будут иметь еще меньший потенциал для выбросов. Например, исследование, проведенное Министерством окружающей среды Дании, показало, что риск для здоровья на детских игровых площадках, содержащих как изношенные шины, так и гранулированный каучук, незначителен. Имеющийся объем исследований не подтверждает предположение о том, что рак, возникающий в результате воздействия стирол-бутадиеновых гранулятов (SBR) на искусственный газон, потенциально может возникнуть».
Услуги по научным приборам, Выбросы летучих органических веществ из автомобильных шин, 1999 г., Сэнтфорд В. Овертон и Джон Дж. Манура. : Шина «Было обнаружено, что марка A содержит большое количество углеводородов с прямой и разветвленной цепью, альдегидов, спиртов, кетонов, фуранов и производных бензола». Шины марки B…" были обнаружены в высоких концентрациях соединений диоксида серы (DOT), 2-метил-1-пропена, 2-пропанона, 2-метил-2-пентена, 2,4- пентандиона, уксусной кислоты. и 2,4-(1H, 3H) пиримидиндион ". Химические вещества, извлеченные из сырых шин в этом исследовании, будут обнаружены в резиновой крошке, которая производится путем измельчения шин исходного сырья. Химические вещества, перечисленные выше, включают канцерогены и другие химические вещества, оказывающие воздействие на кожу и эндокринную систему .

### Воздействие на окружающую среду
Резиновая крошка используется в качестве наполнителя полей с искусственным покрытием . В 2007 году использование в этом качестве предотвратило загрязнение свалок около 300 миллионов фунтов каучука. Как правило, требуется 20 000-40 000 утильных шин, чтобы произвести достаточно наполнителя, чтобы покрыть среднее футбольное поле (City of Portland, 2008)
Департамент охраны окружающей среды Коннектикута обнаружил в исследовании 2010 года, что ливневые воды, проходящие через резиновую крошку, регулярно превышают острую токсичность цинка в водной среде. Кроме того, медь, барий, марганец и алюминий были обнаружены в повышенных количествах после того, как ливневая вода контактировала с материалами. Также было обнаружено повышенное содержание полулетучих органических соединений и ПАУ . Уровни большинства этих соединений превышали фоновые, но были ниже уровней, установленных в водных путях для защиты окружающей среды .
Поле с искусственным покрытием имеет срок службы 10 лет, ежегодно требуя удаления до 330 миллионов фунтов отходов с замененных полей. Хотя сама резина перерабатывается, крошку трудно использовать повторно, и ее в основном выбрасывают на свалки.